# بیگانه (فیلم ۲۰۱۰)
بیگانه (انگلیسی: The Stranger) فیلمی در ژانر اکشن به کارگردانی رابرت لیبرمن است که در سال ۲۰۱۰ منتشر شد. از بازیگران آن می‌توان به استیو آستین، اریکا سرا، آدام بیچ و ران لی اشاره کرد.